# Mr. Skin
Mr. Skin —  веб-сайт, который специализируется на поиске, категоризации, публикации и рейтинге случаев женской наготы на телевидении и в кино со всего мира. Компания Mr. Skin основана в августе 1999 года, она названа так в честь прозвища генерального директора компании Джима Макбрайда.

## Специфика сайта
На сайте Mr. Skin собраны данные о тысячах актрисах и тысячах фильмах, подробно описаны сцены с обнажением женщин и сцены секса, точно указано время когда в том или ином фильме начинаются подобные сцены. Важным моментом для сайта является то, что он игнорирует любую порнографию и собирает данные лишь о непорнографических фильмах.
Начиная с 1999 года сайт Mr. Skin проводит ежегодные конкурсы по лучшим обнажённым сценам в разных номинациях («Анатомический Оскар»). Редакция сайта сотрудничает со своими читателями при составлении списков. Номинации сайта отличаются большим разнообразием, в их числе «Лучшая грудь», «Полное обнажение», «Лучший голый дебют», «Лучшие снегурочки»,«Самая многообещающая обнажёнка» и многие другие. Лауреатами «Анатомического Оскара» в разные годы становились Натали Портман, Гретчен Мол, Мишель Монаган, Фрэнсис О'Коннор и многие другие. Кроме того, сайт Mr. Skin каждый год публикует «ТОП-100 обнаженных знаменитостей всех времен».
MrSkin.com является очень популярным сайтом, к примеру в 2007 году у него было более 7 миллионов посетителей в месяц. По состоянию на 2017 год сайт посещали более 9 миллионов человек в месяц.

## Дополнительные материалы
- В октябре 2013 года у сайта Mr. Skin появился спин-офф, сайт Mr. Man, который специализируется только на исследовании мужской наготы в кино.
- С 2005 по 2019 год было выпущено 3 книги, в основу которых легли материалы сайта Mr. Skin[9].
- В 2020 году Джим Макбрайд спродюсировал документальный фильм Skin: A History of Nudity in the Movies, посвящённый истории женской наготы в кино.